# Église Sainte-Madeleine de Varzay
L'église Sainte-Madeleine est une église située à Varzay, dans le département français de la Charente-Maritime en région Nouvelle-Aquitaine.

## Historique
L'église est inscrite au titre des monuments historiques par arrêté de 1996.

## Galerie

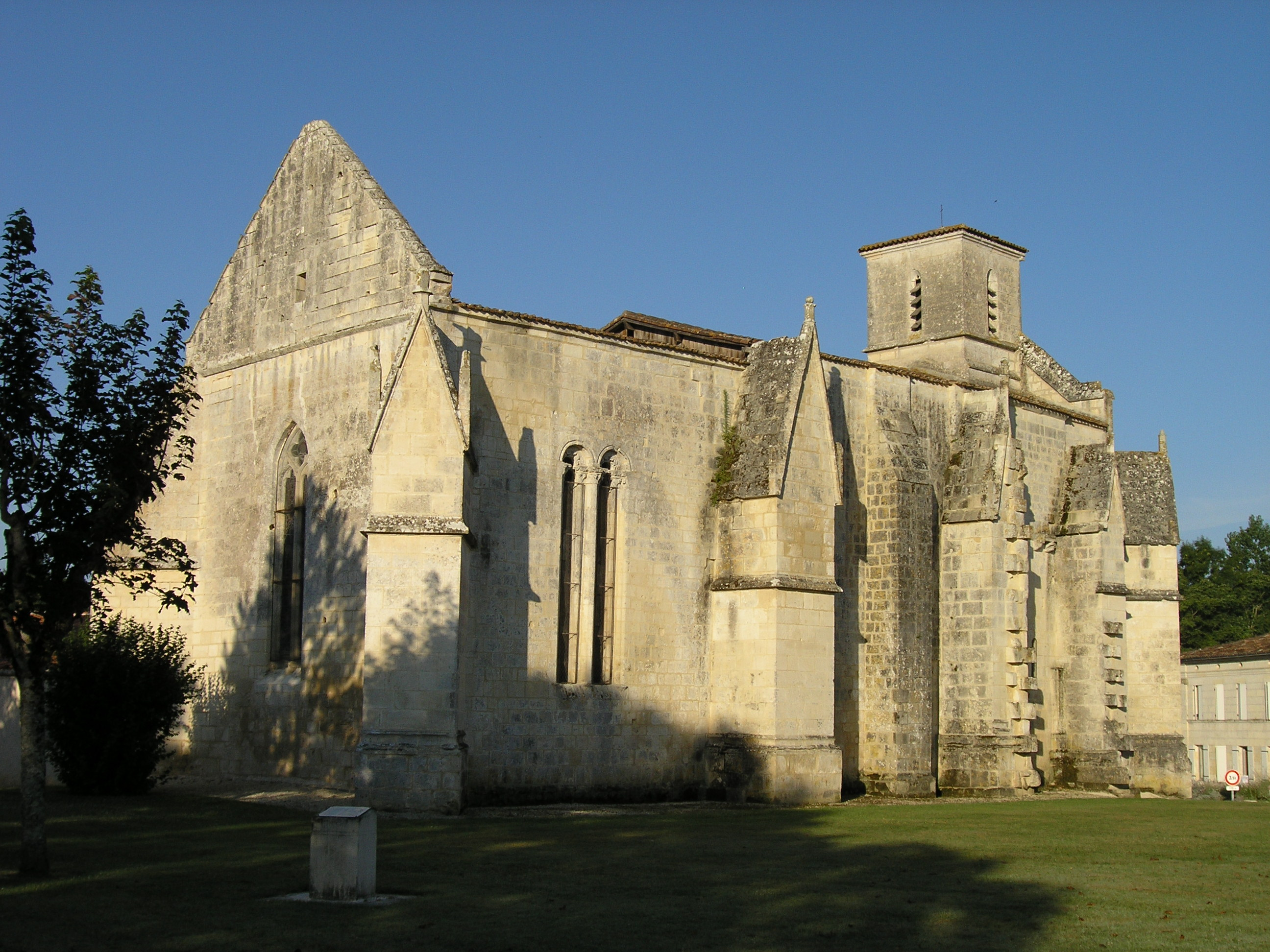
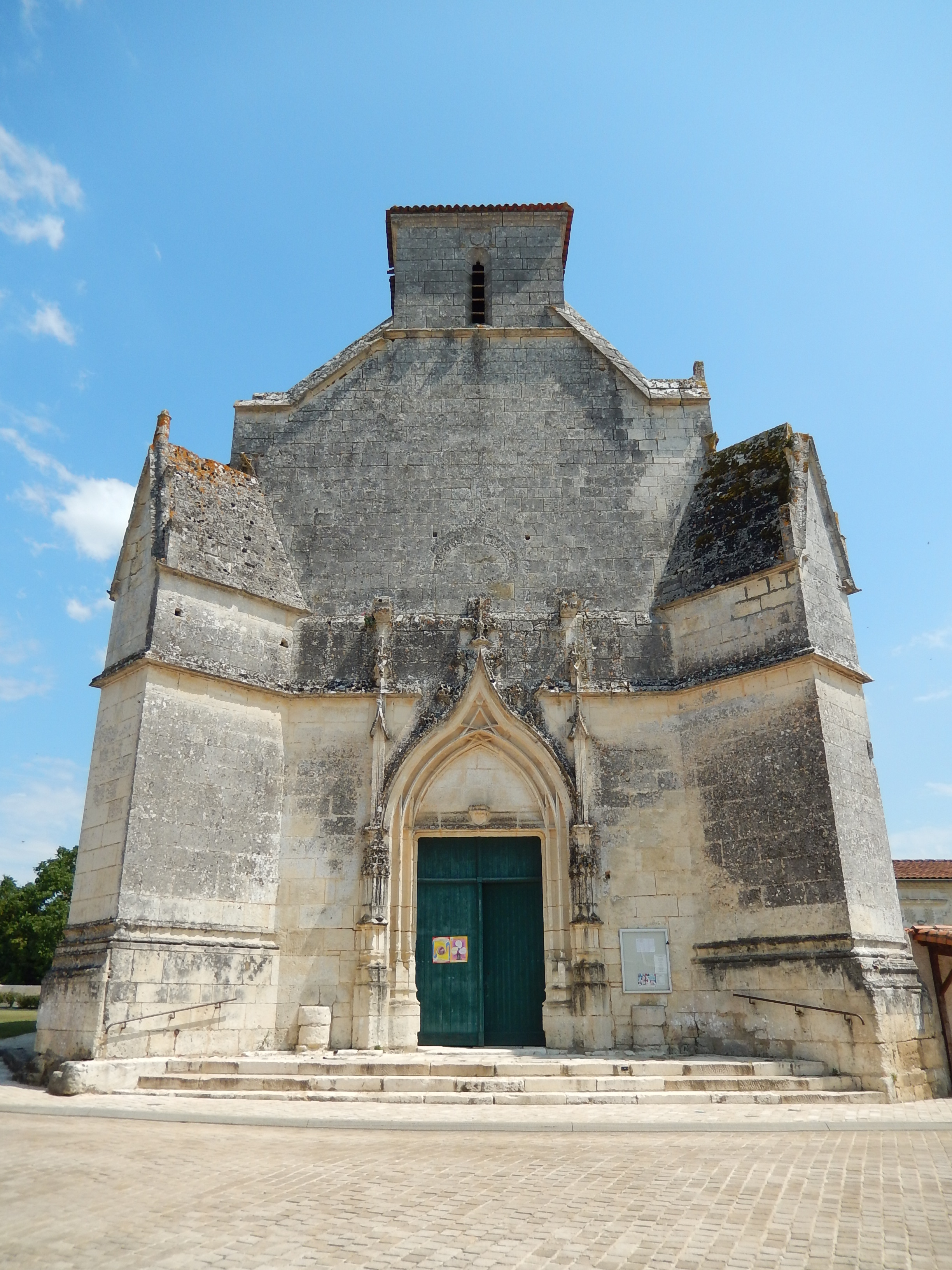
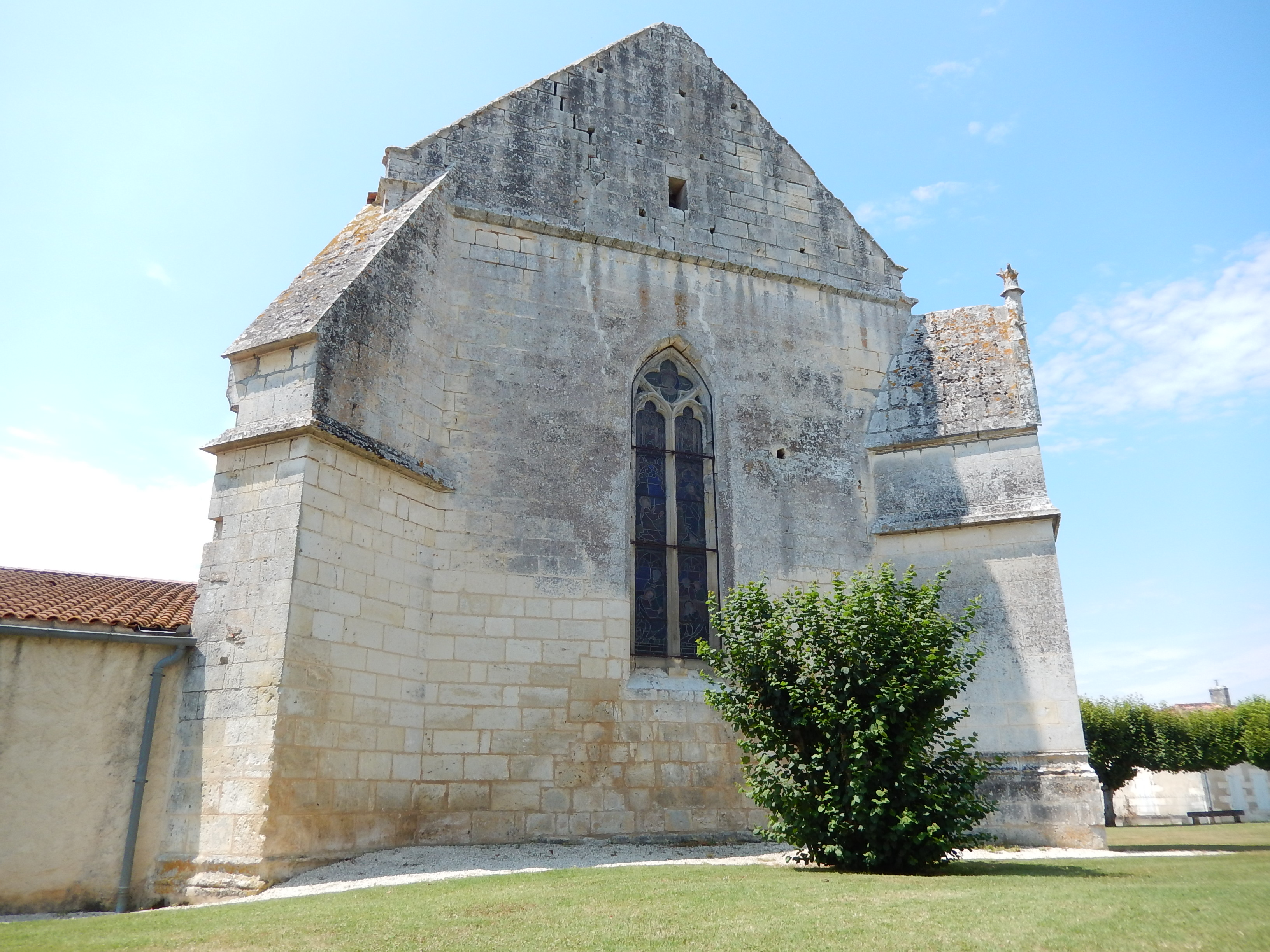
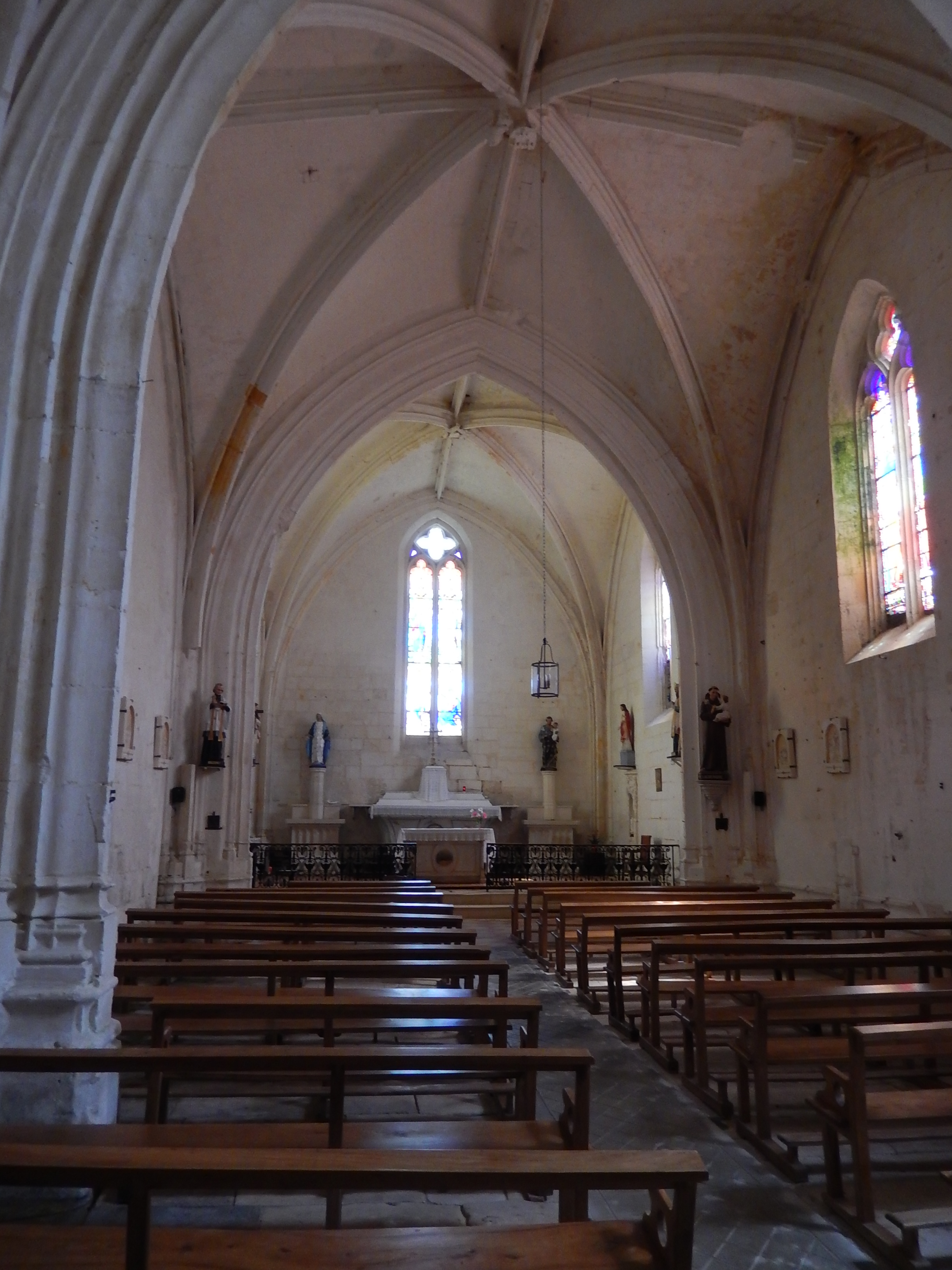